# 泰济略
泰济略（法語：Thézillieu，法語發音：[teziljø]）是法国东部安省的一个旧市镇，属于贝莱区。2019年，泰济略与临近的3个市镇合并为新市镇普拉托多特维尔。

## 地理
泰济略（45°53'34"N, 5°36'3"E）面积26.25 平方千米，位于法国奥弗涅-罗讷-阿尔卑斯大区安省，该省份为法国东部省份，北起汝拉省，西北接索恩-卢瓦尔省，西接罗讷省和里昂大都会，南至伊泽尔省，东与萨瓦省、上萨瓦省和瑞士接壤。
与泰济略接壤的市镇（或旧市镇、城区）包括：阿尔米、贝尔蒙-吕泰济约、比热地区科尔马朗什、欧特维尔-洛讷、奥斯蒂亚、普雷米略、叙特里约、大维里约。
泰济略的时区为UTC+01:00、UTC+02:00（夏令时）。

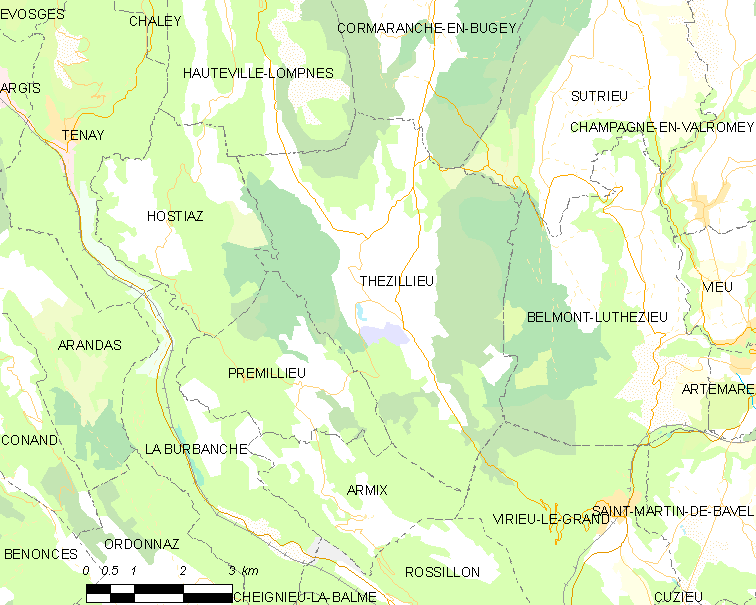
泰济略的OSM定位图

## 行政
泰济略的邮政编码为01110，INSEE市镇编码为01417。

## 政治
泰济略所属的省级选区为普拉托多特维尔县。

## 人口

1962-2008年间泰济略人口变化图示

泰济略于2018年1月1日时的人口数量为288人。